# Chenicourt
Chenicourt est une commune française située dans le département de Meurthe-et-Moselle, en région Grand Est.

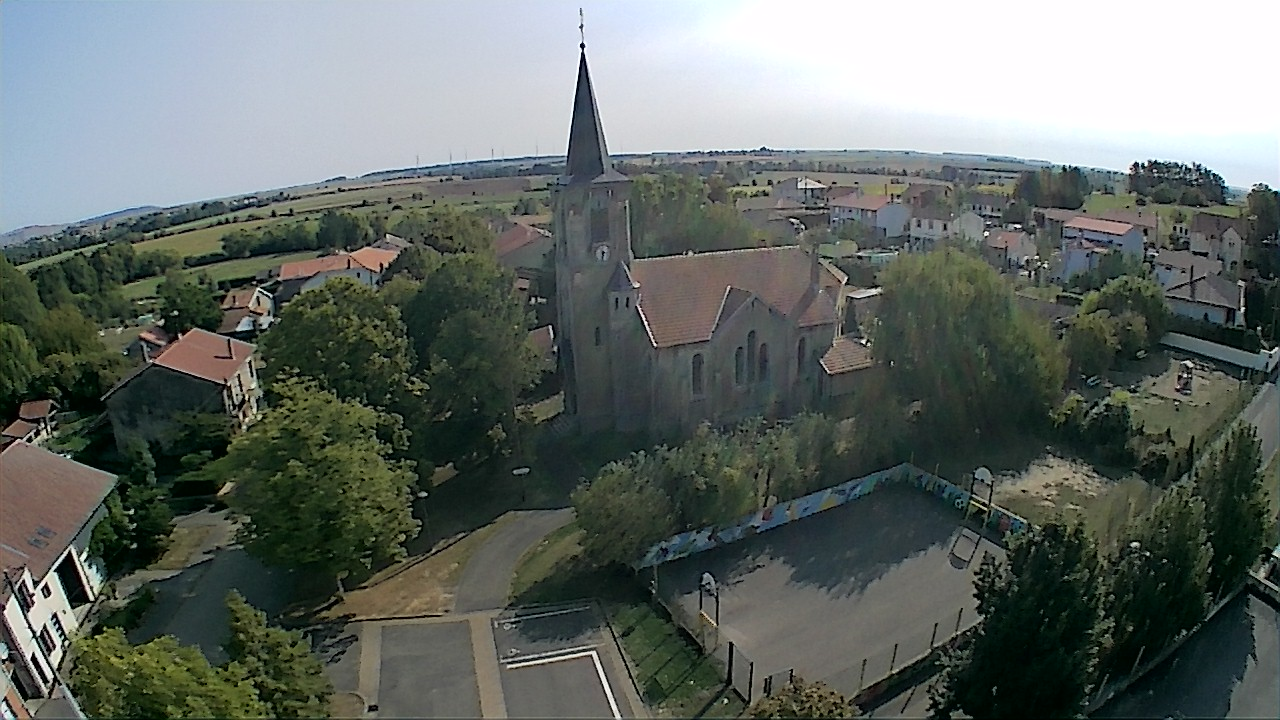

## Géographie

### Localisation
Chenicourt est une commune de France située dans la région Grand Est et dans le département de Meurthe-et-Moselle, sur la rive gauche de la Seille.
Le territoire de la commune est limitrophe de ceux de cinq communes :
|                 | Létricourt    |                            |
| Jeandelaincourt | Chenicourt    | Aulnois-sur-Seille Moselle |
|                 | Arraye-et-Han | Ajoncourt Moselle          |

### Voies de communication et transports
La route départementale D 913 reliant les villes de Nancy (Meurthe-et-Moselle) et de Metz (Moselle) traverse la commune.
La ligne de bus R370 reliant Nancy à Pont-à-Mousson fait un arrêt quotidien au centre de la commune.

### Hydrographie
La commune est dans le bassin versant du Rhin au sein du bassin Rhin-Meuse. Elle est drainée par la Seille, le ruisseau du Village et le ruisseau Sous Les Vignes,.
La Seille, d'une longueur de 138 km, prend sa source dans la commune de Maizières-lès-Vic et se jette  dans divers bras mort de la Moselle à Metz, après avoir traversé 57 communes. 

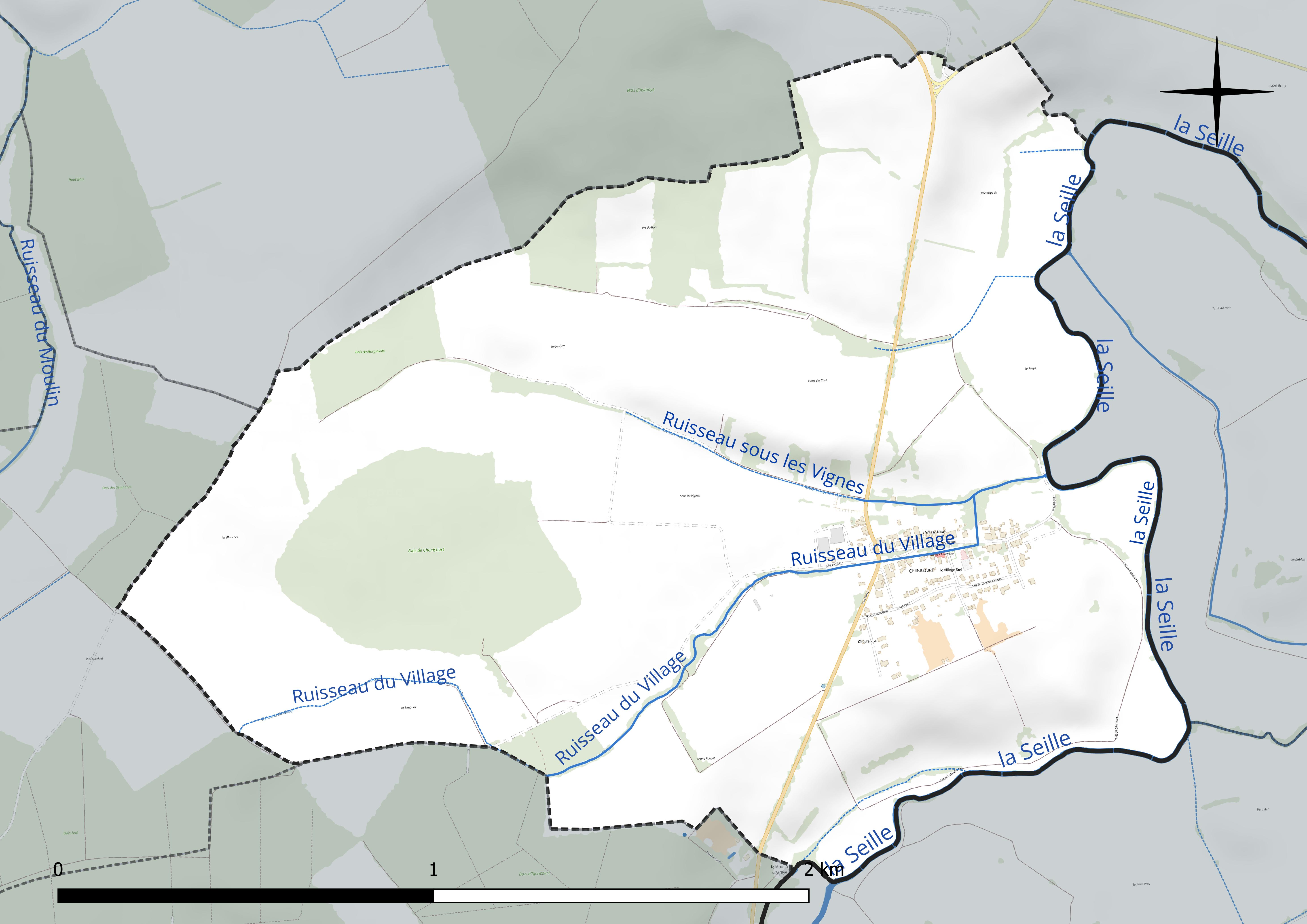
Réseau hydrographique de Chenicourt.

### Climat
Pour des articles plus généraux, voir Climat du Grand Est et Climat de Meurthe-et-Moselle.
En 2010, le climat de la commune est de type climat océanique dégradé des plaines du Centre et du Nord, selon une étude du Centre national de la recherche scientifique s'appuyant sur une série de données couvrant la période 1971-2000. En 2020, Météo-France publie une typologie des climats de la France métropolitaine dans laquelle la commune est exposée à un climat semi-continental et est dans la région climatique  Lorraine, plateau de Langres, Morvan, caractérisée par un hiver rude (1,5 °C), des vents modérés et des brouillards fréquents en automne et hiver. 
Pour la période 1971-2000, la température annuelle moyenne est de 9,9 °C, avec une amplitude thermique annuelle de 17 °C. Le cumul annuel moyen de précipitations est de 748 mm, avec 11,4 jours de précipitations en janvier et 9,2 jours en juillet. Pour la période 1991-2020, la température moyenne annuelle observée sur la station météorologique de Météo-France la plus proche, « M.n.l. », sur la commune de Goin à 15 km à vol d'oiseau, est de 10,7 °C et le cumul annuel moyen de précipitations est de 678,8 mm. 
La température maximale relevée sur cette station est de 39,5 °C, atteinte le 24 juillet 2019 ; la température minimale est de −16,3 °C, atteinte le 2 janvier 1997,,. 
Les paramètres climatiques de la commune ont été estimés pour le milieu du siècle (2041-2070) selon différents scénarios d'émission de gaz à effet de serre à partir des nouvelles projections climatiques de référence DRIAS-2020. Ils sont consultables sur un site dédié publié par Météo-France en novembre 2022.

## Urbanisme

### Typologie
Au 1er janvier 2024, Chenicourt est catégorisée commune rurale à habitat dispersé, selon la nouvelle grille communale de densité à sept niveaux définie par l'Insee en 2022.
Elle est située hors unité urbaine. Par ailleurs la commune fait partie de l'aire d'attraction de Nancy, dont elle est une commune de la couronne,. Cette aire, qui regroupe 353 communes, est catégorisée dans les aires de 200 000 à moins de 700 000 habitants,.

### Occupation des sols
L'occupation des sols de la commune, telle qu'elle ressort de la base de données européenne d’occupation biophysique des sols Corine Land Cover (CLC), est marquée par l'importance des territoires agricoles (87,7 % en 2018), une proportion identique à celle de 1990 (87,7 %). La répartition détaillée en 2018 est la suivante : terres arables (56,8 %), prairies (22,8 %), forêts (12,3 %), zones agricoles hétérogènes (8,1 %). L'évolution de l’occupation des sols de la commune et de ses infrastructures peut être observée sur les différentes représentations cartographiques du territoire : la carte de Cassini (XVIIIe siècle), la carte d'état-major (1820-1866) et les cartes ou photos aériennes de l'IGN pour la période actuelle (1950 à aujourd'hui).

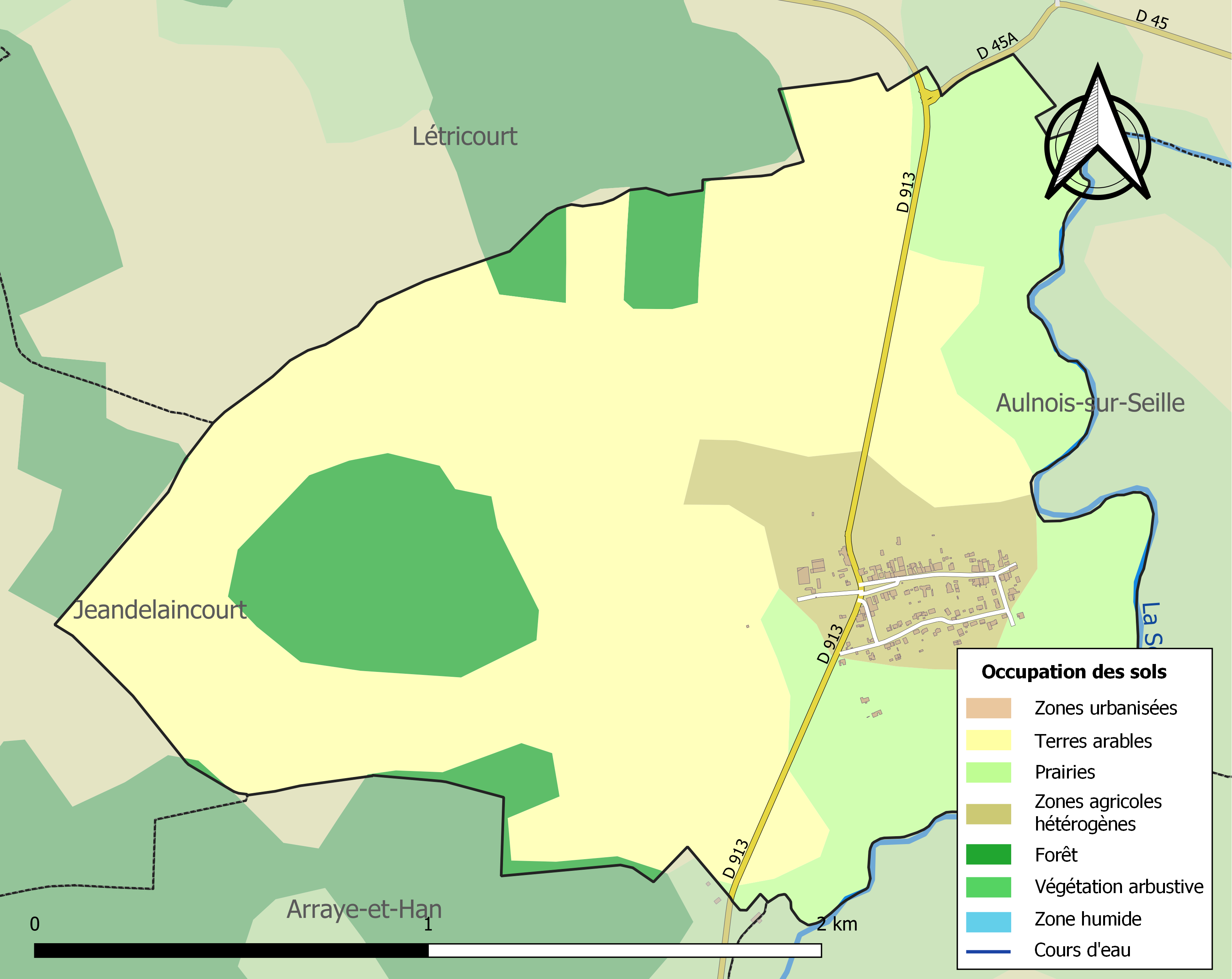
Carte des infrastructures et de l'occupation des sols de la commune en 2018 (CLC).
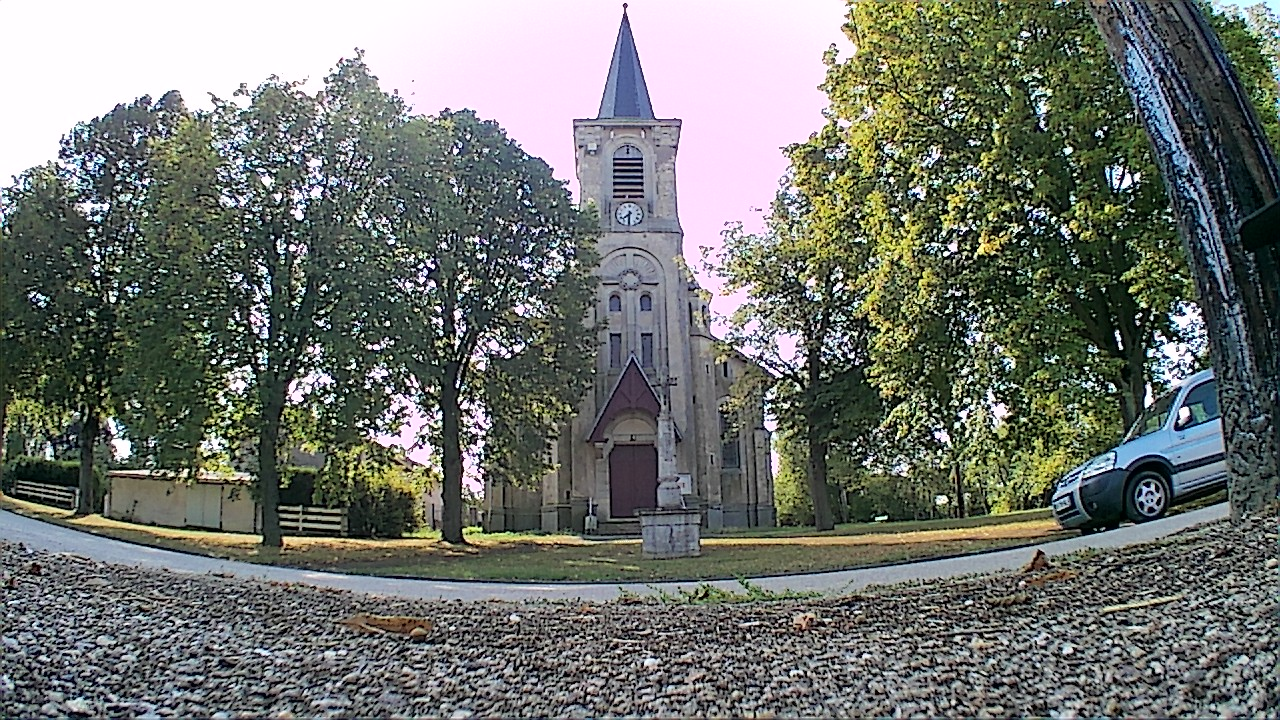

### Logement
En 2017 :
- le nombre total de logements dans la commune était de 92, alors qu'il était de 84 en 2007[I 1] ;
- parmi ces logements, 83 étaient des résidences principales, 2 des résidences secondaires et 2 des logements vacants. Ces logements étaient pour 94,6 % d'entre eux des maisons individuelles et pour 5,4 % des appartements[I 2] ;
- la proportion des résidences principales, propriétés de leurs occupants était de 87,5 %, en augmentation par rapport à 2007 (85,0 %). La commune ne comprenait pas de logements sociaux)[I 3].

## Toponymie
Anciennement mentionné : Chegneicourt (1318), Cheignicourt (1329), Chegnicourt (1366), Chegniecourt (1427).
D'après le toponymiste Ernest Nègre, il s'agit d'un nom de personne germanique Chaino + iaca + cortem.

## Histoire
Présence franque.
Ce village du duché de Lorraine faisait partie de la vouerie et du marquisat de Nomeny,.

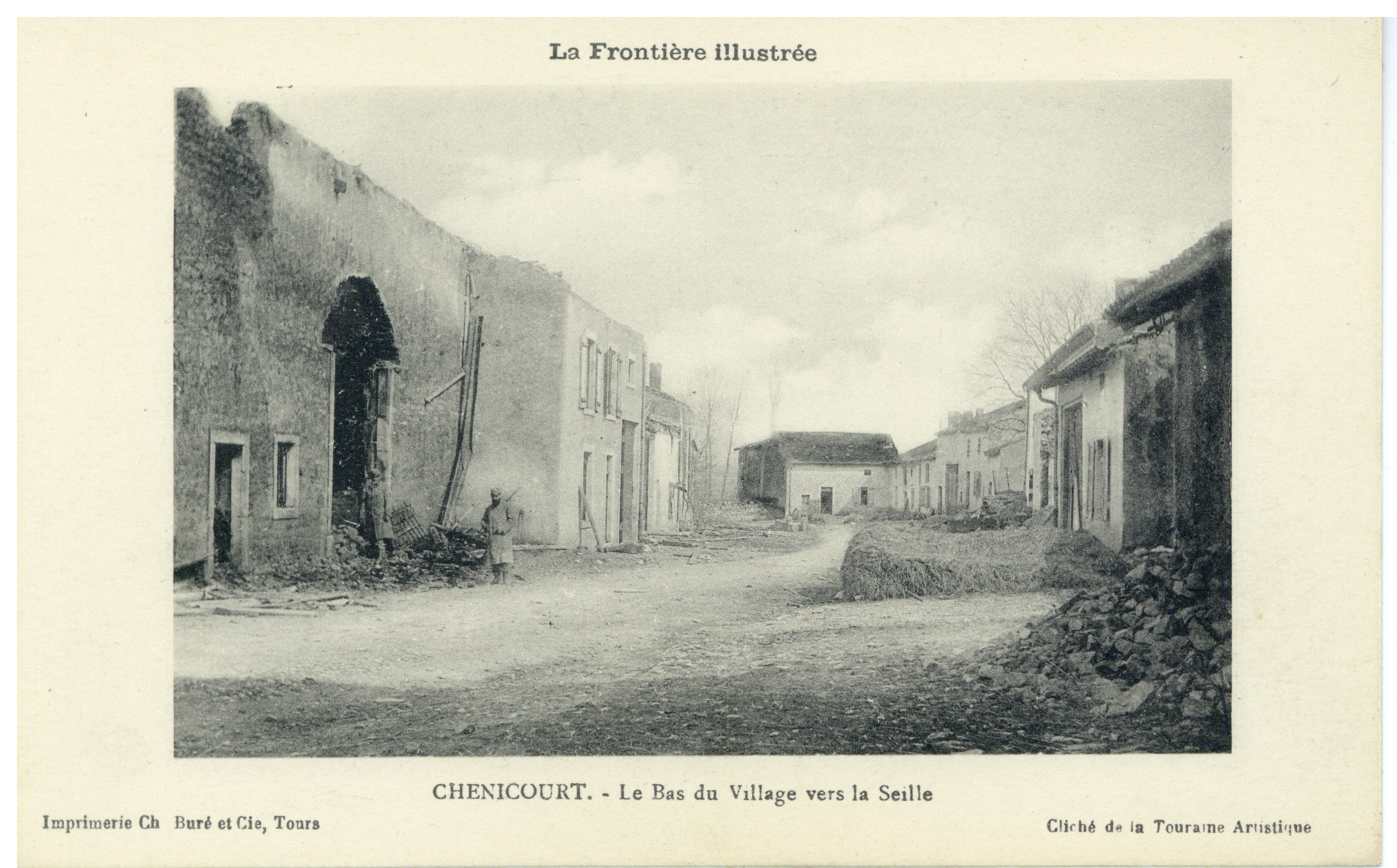
Chenicourt. Le Bas du Village vers la Seille, la Frontière illustrée 1914/1918

Chenicourt fut, comme presque toutes les localités du marquisat de Nomeny, ruiné et dépeuplé pendant les guerres du XVIIe siècle.
La commune fut un village-frontière avec l'Allemagne entre 1871 et 1918.
Village détruit lors des guerres 14-18 et 39-45.
Dommages au cours des guerres 1914-1918 et 1939-1945.

## Politique et administration

### Résultats politiques et élections
Lors des élections municipales et territoriales de 2020, la liste intitulée « Tous ensemble vivons notre village » conduite par Chantal Chery, conseillère municipale depuis 1983 et maire sortante, est la seule liste en lice. Dès le premier tour, le 15 mars 2020, les onze candidats sont élus, le taux d'abstention est de 35,54 %.
À l'issue de ces élections, les membres élus du conseil municipal se sont réunis le 26 mai 2020 pour élire le maire : Chantal Chery, élue depuis 2001, a été réélue.

### Administration municipale
Le nombre d'habitants au dernier recensement étant compris entre 100 et 499, le nombre de membres du conseil municipal est de 11.

### Liste des maires
| Période                                  | Période                   | Identité           | Étiquette | Qualité           |
| ---------------------------------------- | ------------------------- | ------------------ | --------- | ----------------- |
| Les données manquantes sont à compléter. |                           |                    |           |                   |
| 1878                                     | 1884                      | Etienne Vincent    |           |                   |
| 1884                                     | 1888                      | Hubert Choné       |           |                   |
| 1888                                     | 1896                      | Etienne Vincent    |           |                   |
| 1896                                     | 1904                      | Hubert Choné       |           |                   |
| 1904                                     | 1920                      | Etienne Vincent    |           |                   |
| 1920                                     | 1946                      | Adrien Jardin      |           |                   |
| 1946                                     | 1953                      | Pierre Chaply      |           |                   |
| 1953                                     | 1977                      | Jean-Marie Jacques |           |                   |
| 1977                                     | 1983                      | Jean Maire         |           |                   |
| mars 1983                                | mars 2001                 | François Cosson    |           |                   |
| mars 2001                                | En cours (au 3 août 2020) | Chantal Chery      |           | Ancienne employée |

### Finances locales
En 2020, les taux d'imposition sont 5,68 % pour le foncier bâti et 13,96 % pour le foncier non bâti, le budget d’investissement est de 36 316,29 €, quant au budget de fonctionnement : les recettes seraient de 141 487,56 € et les dépenses de 110 139,10 €.

### Politique environnementale
La commune a mis en place un système de tri sélectif reposant sur des containers dédiés.

## Population et société

### Démographie
Le dernier recensement a eu lieudébut 2017.
L'évolution du nombre d'habitants est connue à travers les recensements de la population effectués dans la commune depuis 1793. Pour les communes de moins de 10 000 habitants, une enquête de recensement portant sur toute la population est réalisée tous les cinq ans, les populations de référence des années intermédiaires étant quant à elles estimées par interpolation ou extrapolation. Pour la commune, le premier recensement exhaustif entrant dans le cadre du nouveau dispositif a été réalisé en 2007.

En 2022, la commune comptait 214 habitants, en évolution de −6,14 % par rapport à 2016 (Meurthe-et-Moselle : −0,13 %, France hors Mayotte : +2,11 %).
| 1793 | 1800 | 1806 | 1821 | 1831 | 1836 | 1841 | 1846 | 1851 |
| ---- | ---- | ---- | ---- | ---- | ---- | ---- | ---- | ---- |
| 149  | 210  | 238  | 279  | 286  | 273  | 275  | 265  | 258  |

| 1856 | 1861 | 1872 | 1876 | 1881 | 1886 | 1891 | 1896 | 1901 |
| ---- | ---- | ---- | ---- | ---- | ---- | ---- | ---- | ---- |
| 270  | 251  | 226  | 239  | 225  | 234  | 223  | 217  | 202  |

| 1906 | 1911 | 1921 | 1926 | 1931 | 1936 | 1946 | 1954 | 1962 |
| ---- | ---- | ---- | ---- | ---- | ---- | ---- | ---- | ---- |
| 207  | 200  | 154  | 136  | 134  | 143  | 114  | 129  | 157  |

| 1968 | 1975 | 1982 | 1990 | 1999 | 2006 | 2007 | 2012 | 2017 |
| ---- | ---- | ---- | ---- | ---- | ---- | ---- | ---- | ---- |
| 152  | 158  | 133  | 180  | 191  | 216  | 220  | 229  | 227  |

| 2022 | - | - | - | - | - | - | - | - |
| ---- | - | - | - | - | - | - | - | - |
| 214  | - | - | - | - | - | - | - | - |

### Manifestations culturelles et festivités
Tous les ans en octobre, a lieu la fête du fruit et de la nature : la 14e édition a eu lieu en 2019. Le foyer d'éducation populaire (FEP) organise régulièrement des animations et une brocante en été : la 18e édition a eu lieu en 2017.

### Médias
Les informations relatives à la commune sont publiées par le quotidien L'Est républicain dans son édition « Pont-à-Mousson ».
En août 2020, le conseil municipal décide de proposer aux habitants l'application « Panneau Pocket », destinée à l’envoi d’informations communales aux administrés. Cette application est présentée comme « un système de communication simple, direct et efficace qui permet aux administrés, après avoir téléchargé l’application sur leurs smartphones, de recevoir une notification directe pour toutes alertes ou informations ».
La mairie édite un bulletin municipal intitulé La gazette de Chenicourt dont le no 17 a été publié en février 2020.

## Culture locale et patrimoine

### Lieux et monuments

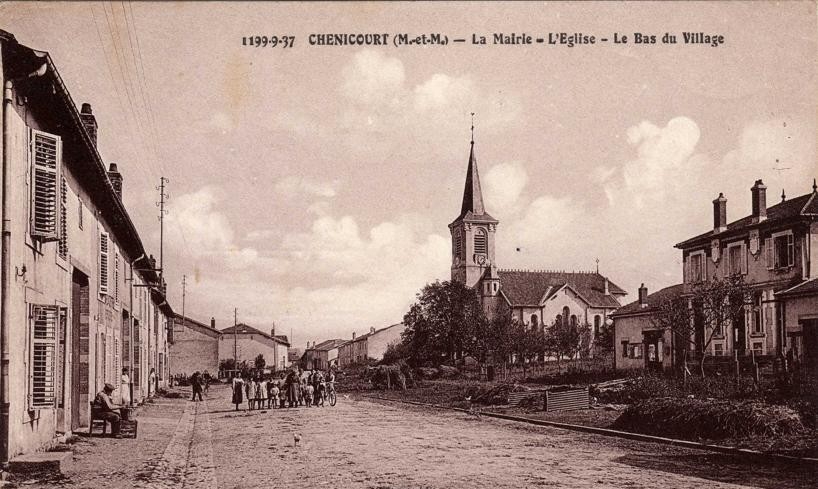
Carte postale de l'église de Chenicourt.

La commune ne contient aucun monument répertorié à l'inventaire du patrimoine français. On peut toutefois citer :
- l'église paroissiale Saint-Jean-Baptiste reconstruite après 1918 et endommagée à nouveau en 1944, contenant des vitraux modernes ; son état nécessite régulièrement des travaux représentant une lourde charge financière pour la commune[43] ;

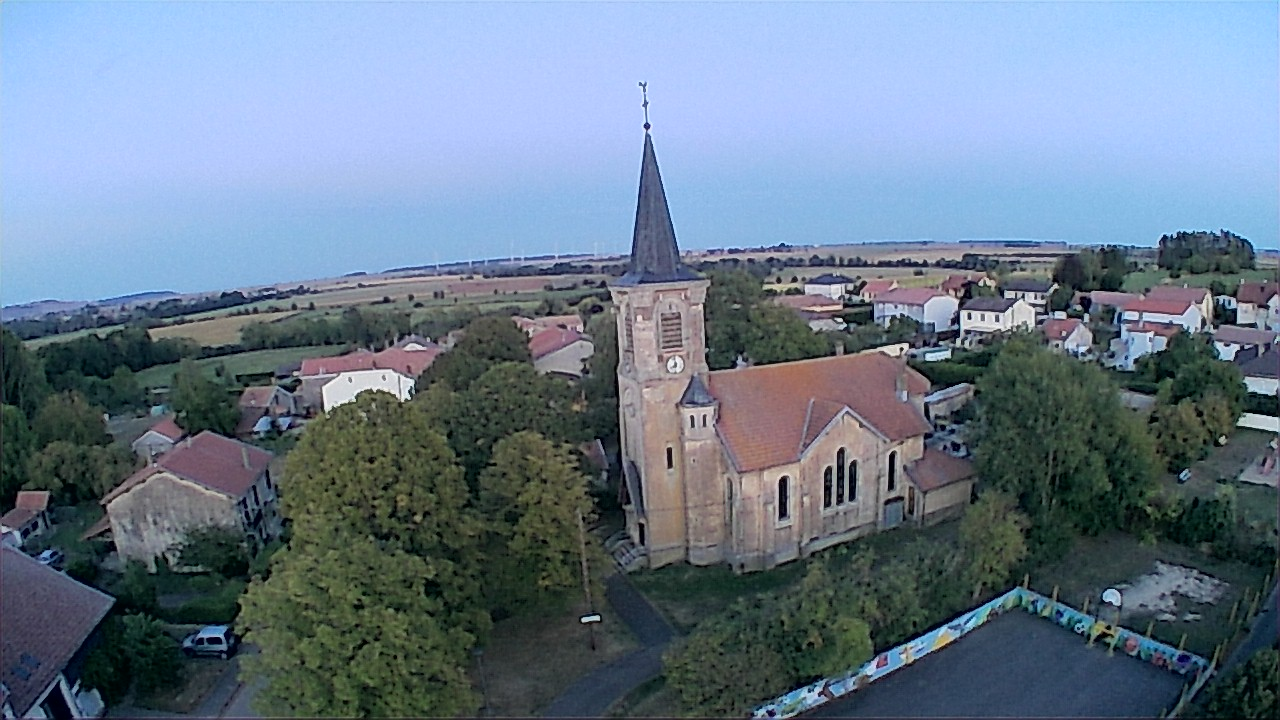

- le monument aux morts, édifié après la Première Guerre mondiale, et sur lequel 14 noms sont inscrits.

### Héraldique
| Blason de Chenicourt | Blason  | D'azur à la croix alésée recroisetée d'or, le montant en chef de deux traverses, à l'agneau pascal d'argent brochant sur le tout.                                                                      |
| Blason de Chenicourt | Détails | Le blason de Chenicourt reprend les armes des sires de Nomeny. Il est surchargé d'un agneau représentant Jean le Baptiste, dénommé l'Agneau de Dieu dans l'évangile de Jean. Adopté en septembre 1987. |

## Pour approfondir